# Советская площадь (Уфа)

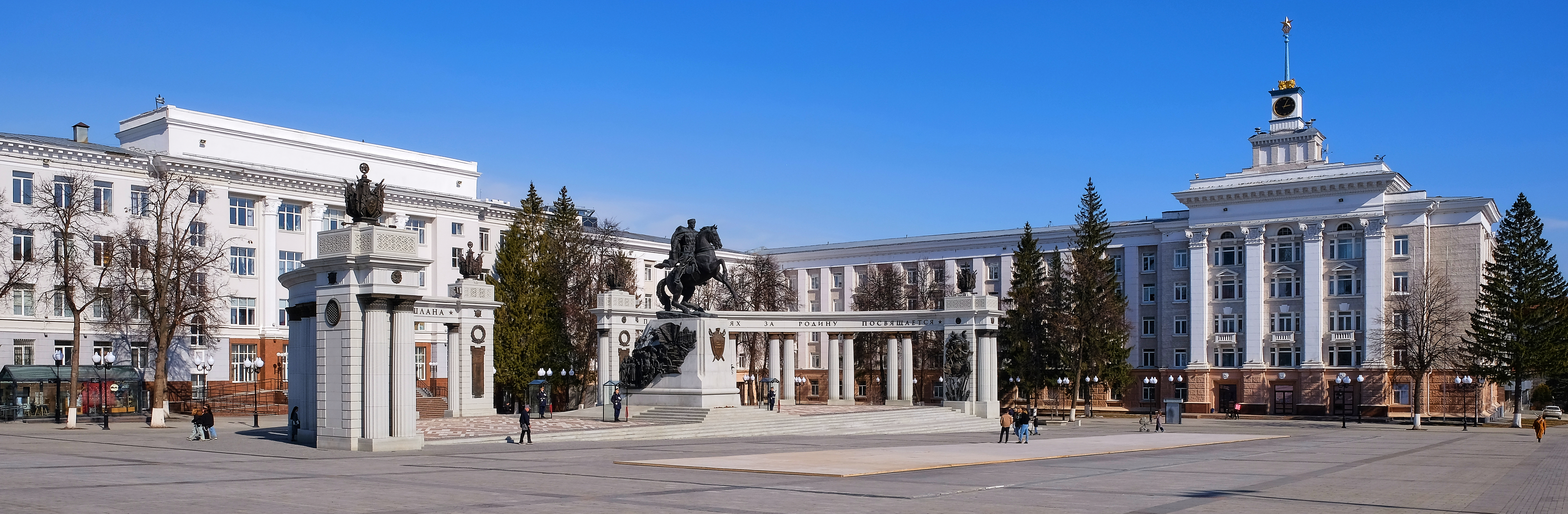
Площадь в 2025 году

Сове́тская пло́щадь — площадь, ранее главная административная, на углу улиц Советской (по которой получила своё название) и Пушкина в квартале Голубиной слободы, в Кировском районе города Уфы.
Единственная площадь, созданная в советское время, в 1930—1950-е, в Новой Уфе. С 2000-х использовалась как автомобильная парковка чиновников.
Ансамбль площади состоит из зданий дореволюционной и советской постройки, являющимся памятниками архитектуры и истории. На площади расположены вторые в городе плоскостной фонтан и конный памятник М. М. Шаймуратову.

## Ансамбль
По улице Пушкина: Дом промышленности (№ 95) — выстроенный в стиле сталинского ампира комплекс из двух зданий; выстроенный в кирпичном стиле Дом Нагарёва (№ 104); здание Мариинской женской гимназии (№ 108), выстроенное в стиле академической эклектики с сочетанием неоклассицизма и модерна; и выстроенное в стиле постконструктивизма здание Совета народных комиссаров Башкирской АССР (№ 106).
По Советской улице: выстроенный в стиле эклектики с сочетанием позднего классицизма Новиковский пансион (№ 11а / Ленина, 14; старый адрес — Пушкина, 69); выстроенный в стиле конструктивизма Дом геологов Уфимского завода горного оборудования треста «Башзолото» (№ 11); и второй корпус Дома промышленности — здание, первоначально строившееся для Уфимского геологоразведочного техникума (№ 18) треста «Башкиргеология», а позднее — для Уфимского статистического техникума, с пристроенными боковыми корпусами для его общежития и Аппарата Уполномоченного Госплана СССР по Башкирской АССР.
На территории квартала площади располагались пять усадьб: самая крупная — усадьба Нагарёва, на месте которой построен второй корпус Дома промышленности. Дом геологов построен на месте усадьбы Нестерова. Здание Совета народных комиссаров Башкирской АССР построено на месте усадьбы Джантюрина.
Памятник М. Горькому расположен перед зданием Мариинской женской гимназии. Конный памятник М. М. Шаймуратову с колоннадой и плоскостной фонтан расположены в центре ансамбля площади. Ранее в центре площади находился круглый цветник с цветочной скульптурой башкирской пчелы.

## История
Территория, на которой располагается Советская площадь, относилась к Голубиной слободке. Здесь, между Телеграфной (улица Цюрупы) и Губернаторской (ныне Советской) улицами на нечётной стороне находились пять усадеб, самой большой которой были особняки купца Артемия Нагарёва (Ногарёва) (Дома Ногарёва).
В 1930-е гг. усадьбу Ногарёвых снесли, а вместо неё возвели здание Госплана БАССР. К этому зданию после Великой Отечественной войны были пристроены дополнительные помещения, которые соединили его с Домом промышленности.
В 1930—1960-е гг. Советская площадь стала главной городской площадью. В годы войны отсюда отправлялись на фронт солдаты. На ней проводились демонстрации, различные городские праздники, а в декабре 1955 г. на площади появилась первая городская ёлка. В ночь на 1 января 1967 г. на здании Башнефти на площади пробили куранты. В середине 1960-х гг. было снесено угловое здание, являвшее собственностью уфимки Подашевской, в котором ранее размещались почта и телеграф, давшие название улице Телеграфной, а в 1920-е гг. — редакция газеты «Красная Башкирия». Вместо этого здания было построено новое, после чего площадь обрела современный вид.
Ныне на площади находятся здания Министерства сельского хозяйства (ранее — здание Совнаркома БАССР, архитектор Н. Зарубин), Уфимская государственная академия искусств им. Загира Исмагилова (ранее — Дворянское собрание Уфы), здание компании «Башнефть» с курантами (архитекторы В. М. Любарский и А. С. Любарская) и Уфимская гимназия № 3 (ранее — Мариинская женская гимназия).
В настоящее время площадь утратила статус официального городского центра, который перешёл к площади Ленина на проспекте Октября напротив Горсовета.
В День Республики Башкортостан 11 октября 2022 года Главой Республики Башкортостан Радием Хабировым и участником Великой Отечественной войны Абдрашитовым Раис Рахимовичем был открыт памятник Генералу Шаймуратову.
С 11 октября 2022 года ровно в 12 часов из курантов на площади звучит мелодия из песни «Шаймуратов генерал».